# Liste der Biografien/Rib
Liste der Biografien |
Portal Biografien |
Personensuche
# |
A |
B |
C |
D |
E |
F |
G |
H |
I |
J |
K |
L |
M |
N |
O |
P |
Q |
R |
S |
T |
U |
V |
W |
X |
Y |
Z |
?
 
Ra |
Rb |
Rd |
Re |
Rh |
Ri |
Rj |
Rk |
Rl |
Rm |
Rn |
Ro |
Rr |
Rs |
Rt |
Ru |
Rv |
Rw |
Rx |
Ry |
Rz
 
Ria |
Rib |
Ric |
Rid |
Rie |
Rif |
Rig |
Rih |
Rii |
Rij |
Rik |
Ril |
Rim |
Rin |
Rio |
Rip |
Riq |
Rir |
Ris |
Rit |
Riu |
Riv |
Riw |
Rix |
Riy |
Riz
Die Liste der Biografien führt alle Personen auf, die in der deutschsprachigen Wikipedia einen Artikel haben. Dieses ist eine Teilliste mit 276 Einträgen von Personen, deren Namen mit den Buchstaben „Rib“ beginnt.

## Rib
- Rib-Addi, antiker König von Byblos

### Riba
- Riba, Dan (* 1960), US-amerikanischer Filmregisseur und Storyboardkünstler
- Riba, Diana (* 1975), katalanische Pädagogin, Bürgerrechtsaktivistin und Politikerin (ERC), MdEP
- Riba, Maximilian (1861–1929), österreichischer Klassischer Philologe und Gymnasiallehrer
- Riba, Pere (* 1988), spanischer Tennisspieler
- Ribadeneira, Pedro de (1526–1611), spanischer Jesuit und Historiker
- Ribadu, Nuhu (* 1960), nigerianischer Politiker
- Ribah, Walid (* 1941), palästinensischer Schriftsteller und Journalist
- Ribail, Théodore (1895–1942), französischer Autorennfahrer
- Ribalta, Francesc (1565–1628), spanischer Maler
- Ribar, Ivan (1881–1968), jugoslawischer PolitikerIvan Ribar (1881–1968)

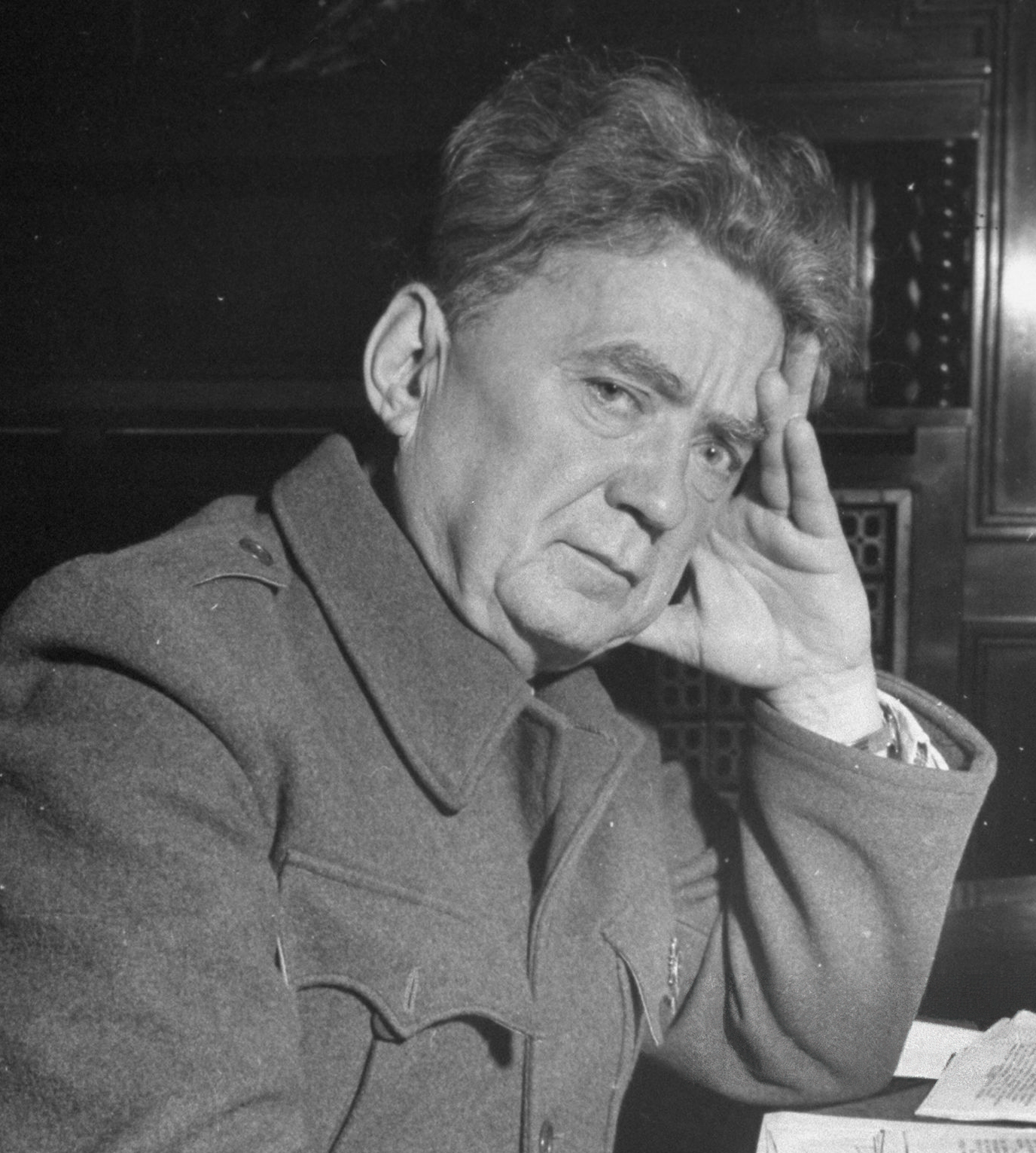
Ivan Ribar (1881–1968)

- Ribar, Monika (* 1959), Schweizer Managerin
- Ribary, Jost (1910–1971), Schweizer Komponist, Kapellmeister, Klarinetten- und Saxophonspieler
- Ribarz, Rudolf (1848–1904), österreichischer Landschaftsmaler
- Ribas Prats, Vicente (* 1968), spanischer Geistlicher, römisch-katholischer Bischof von Ibiza
- Ribas Turón, Blanca (* 1982), deutsch-spanische Standard- und Lateintänzerin
- Ribas, Alba (* 1988), spanische Schauspielerin
- Ribas, Antoni (1935–2007), spanischer Filmregisseur
- Ribas, José (* 1899), argentinischer Leichtathlet
- Ribas, José de (1749–1800), spanischstämmiger General und Admiral in russischen Diensten
- Ribas, José Félix (1775–1815), General der venezolanischen Unabhängigkeitskriege
- Ribas, Juan Pedro (1895–1975), uruguayischer Politiker
- Ribas, Julio (* 1957), uruguayischer Fußballspieler und -trainer
- Ribas, Marc (* 1988), spanischer Eishockeyspieler
- Ribas, Moon (* 1985), spanische Avantgarde-Künstlerin und Cyborg-Aktivistin
- Ribas, Pau (* 1987), spanischer Basketballspieler
- Ribas, Rosa (* 1963), spanische Romanistin und Autorin
- Ribas, Sebastián (* 1988), uruguayischer Fußballspieler
- Ribas, Toni (* 1975), spanischer Pornodarsteller und -regisseurToni Ribas (* 1975)

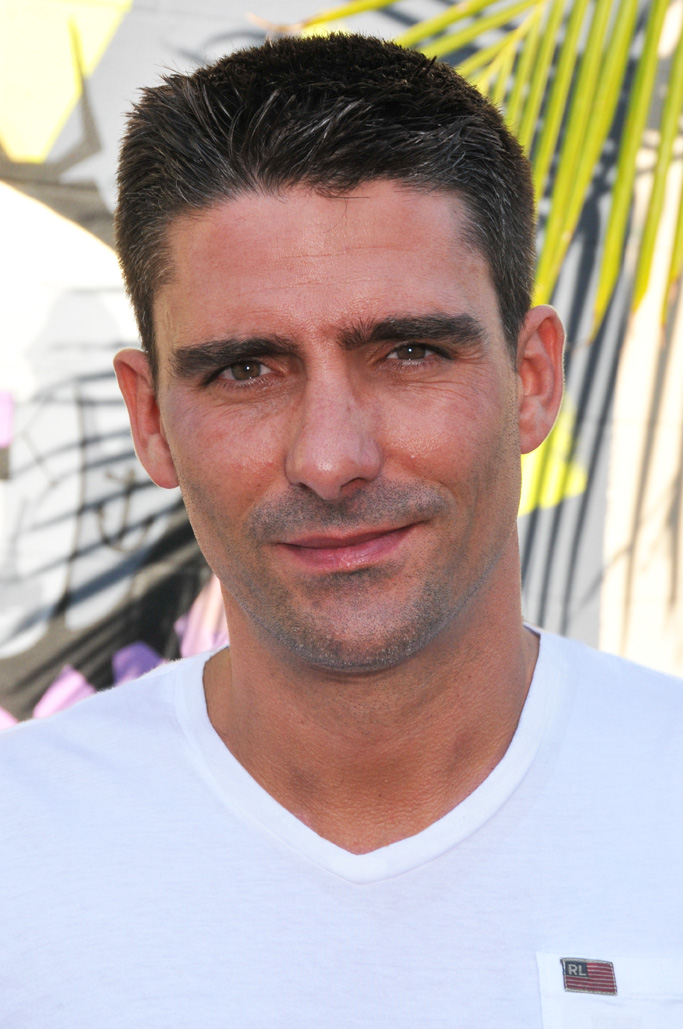
Toni Ribas (* 1975)

- Ribas, Xavier (* 1976), spanischer Hockeyspieler
- Ribat, John (* 1957), römisch-katholischer Erzbischof von Port Moresby und Kardinal
- Ribatis, Gerd (1919–2001), deutscher Schauspieler, Sprecher und Rundfunkjournalist
- Ribaucour, Albert (1845–1893), französischer Bauingenieur und Mathematiker
- Ribaud, Gustave (1884–1963), französischer Physiker
- Ribaud, Roberto (* 1961), italienischer Leichtathlet
- Ribault, Jean (1520–1565), französischer Seefahrer, Karibikpirat und Kolonisator
- Ribaupierre, André de (1893–1955), schweizerischer Violinist und Musikpädagoge
- Ribaupierre, François de (* 1972), Schweizer Jazzmusiker
- Ribaut, Henri (1872–1967), französischer Pharmazeut, Entomologe und Zikaden-Experte
- Ribaut, Jean Pierre (* 1935), Schweizer Biologe, Diplomat und Diakon
- Ribaux, Adolphe (1864–1915), Schriftsteller der französischen Schweiz
- Ribaux, Alain (* 1962), Schweizer Politiker (FDP)

### Ribb
- Ribbat, Christoph (* 1968), deutscher Amerikanist
- Ribbat, Ernst (* 1939), deutscher Germanist
- Ribbe, Carl (1860–1934), deutscher Naturalienhändler, Forschungsreisender und Entomologe
- Ribbe, Claude (* 1954), französischer Historiker
- Ribbe, Heinrich (1832–1898), deutscher Naturalienhändler und Entomologe
- Ribbe, Johann Christian (1755–1828), deutscher Tierarzt
- Ribbe, Lucie (1898–1993), deutsche Malerin
- Ribbe, Wolfgang (1940–2021), deutscher Historiker
- Ribbeck, August Ferdinand (1790–1847), deutscher Gymnasialdirektor
- Ribbeck, Erich (* 1937), deutscher Fußballspieler, -trainer und -funktionärErich Ribbeck (* 1937)

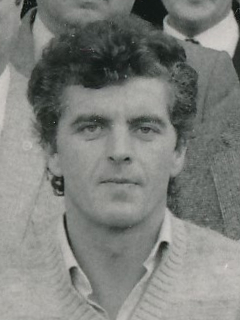
Erich Ribbeck (* 1937)

- Ribbeck, Friedrich (1783–1860), deutscher evangelischer Theologe
- Ribbeck, Hans Georg Karl Anton von (1880–1945), deutscher Gutsbesitzer und Gegner des NS-Regimes
- Ribbeck, Hans Georg von (1689–1759), Angehöriger der westhavelländischen Linie des Adelsgeschlechts Ribbeck
- Ribbeck, Johann Georg von (1601–1666), kurbrandenburgischer Kammerherr, Oberster Hauptmann und Kommandeur der Festung Spandau
- Ribbeck, Johann Georg von der Ältere (1577–1647), kurbrandenburgischer Geheimer Rat, Kommandant der Zitadelle Spandau
- Ribbeck, Julia, deutsche Schauspielerin und Sprecherin
- Ribbeck, Katharina, deutsch-amerikanische Biochemikerin und Biophysikerin
- Ribbeck, Konrad (1861–1929), deutscher Gymnasiallehrer, Stadtarchivar und Stadthistoriker
- Ribbeck, Konrad Gottlieb (1759–1826), deutscher Theologe (evangelisch) und erster Ehrenbürger von Berlin
- Ribbeck, Otto (1827–1898), deutscher klassischer Philologe
- Ribbeck, Otto von (1815–1873), preußischer Generalmajor
- Ribbeck, Regine (1936–2024), deutsche Tiermedizinerin und Hochschullehrerin
- Ribbeck, Ulrike von (* 1975), deutsche Filmregisseurin
- Ribbeck, Walther (1858–1899), deutscher Historiker und Staatsarchivar
- Ribbeck, Wilhelm (1793–1843), preußischer Offizier, Rendant und Schriftsteller
- Ribbeck, Woldemar (1830–1902), deutscher Klassischer Philologe und Gymnasialdirektor
- Ribbecke, Manuela (* 1970), deutsche Handballspielerin
- Ribbeheger, Gerhard (1918–2007), deutscher Politiker (Zentrum), MdB
- Ribbele, Mauritius (1740–1801), Fürstabt des Klosters St. Blasien (1793–1801)
- Ribbentrop, Annelies von (1896–1973), deutsche Autorin
- Ribbentrop, Friedrich von (1768–1841), Generalintendant der Preußischen Armee, Chefpräsident der preußischen Ober-Rechnungskammer
- Ribbentrop, Georg Julius (1798–1874), deutscher Rechtsgelehrter
- Ribbentrop, Joachim von (1893–1946), deutscher Politiker (NSDAP), MdR, deutscher Außenminister (1938–1945)Joachim von Ribbentrop (1893–1946)

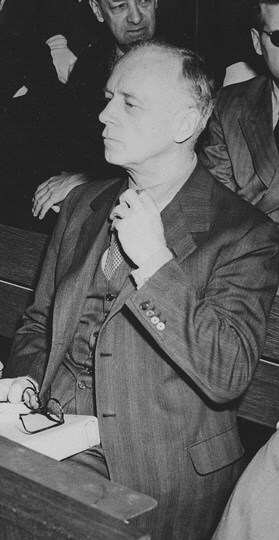
Joachim von Ribbentrop (1893–1946)

- Ribbentrop, Karl von (1822–1893), preußischer Generalleutnant und Inspekteur der 2. Fußartillerie-Inspektion
- Ribbentrop, Philip Christian (1737–1797), deutscher Jurist, Schriftsteller und Chronist
- Ribbentrop-Leudesdorff, Lore (1902–1986), deutsche Bauhaus-Künstlerin
- Ribbert, Hugo (1855–1920), deutscher Pathologe, Hochschullehrer und Lehrbuchautor
- Ribbing, Sofie (1835–1894), schwedische Porträtmalerin und Genremalerin der Düsseldorfer Schule
- Ribbing, Stig (1904–2002), schwedischer Pianist und Musikpädagoge
- Ribble, Pat (* 1954), kanadischer Eishockeyspieler
- Ribble, Reid (* 1956), US-amerikanischer Politiker
- Ribbs, Willy T. (* 1956), US-amerikanischer Rennfahrer

### Ribe
- Ribe, Martin (* 1945), schwedischer Mathematiker
- Ribé, Montse (* 1972), spanische Maskenbildnerin
- Ribeaud, Alfred (1886–1954), Schweizer Richter, Journalist und Politiker
- Ribeaud, José (1935–2019), Schweizer französischsprachiger Journalist und Chefredaktor
- Ribeaupierre, Alexander Iwanowitsch (1781–1865), russischer Diplomat und Bankmanager
- Ribeaupierre, Jekaterina Michailowna (1788–1872), russische Adlige und Hofdame
- Ribeca, Andrea (* 1974), italienischer Trance-DJ und Trance-Produzent
- Ribeirinho (1911–1984), portugiesischer Schauspieler und Regisseur
- Ribeiro Briggs, Moacyr (1900–1968), brasilianischer Diplomat
- Ribeiro Carneiro, Hugo (1889–1979), brasilianischer Politiker
- Ribeiro da Costa, Pedro Marcos (1921–2010), angolanischer römisch-katholischer Geistlicher, Bischof von Saurimo
- Ribeiro da Silva, José Manuel (1935–1958), portugiesischer Radrennfahrer
- Ribeiro de Oliveira, Antônio (1926–2017), brasilianischer Geistlicher, römisch-katholischer Erzbischof von Goiânia
- Ribeiro de Oliveira, Policarpo (1909–1986), brasilianischer Fußballspieler
- Ribeiro Dinis, Sérgio Manuel (* 1970), portugiesischer römisch-katholischer Geistlicher, Militärbischof von Portugal
- Ribeiro dos Santos, Eduardo (* 1980), brasilianischer Fußballspieler
- Ribeiro Gonçalves, Gilberto (* 1980), brasilianischer Fußballspieler
- Ribeiro Telles, Francisco (* 1953), portugiesischer Diplomat
- Ribeiro, Adriano Leite (* 1982), brasilianischer FußballspielerAdriano Leite Ribeiro (* 1982)

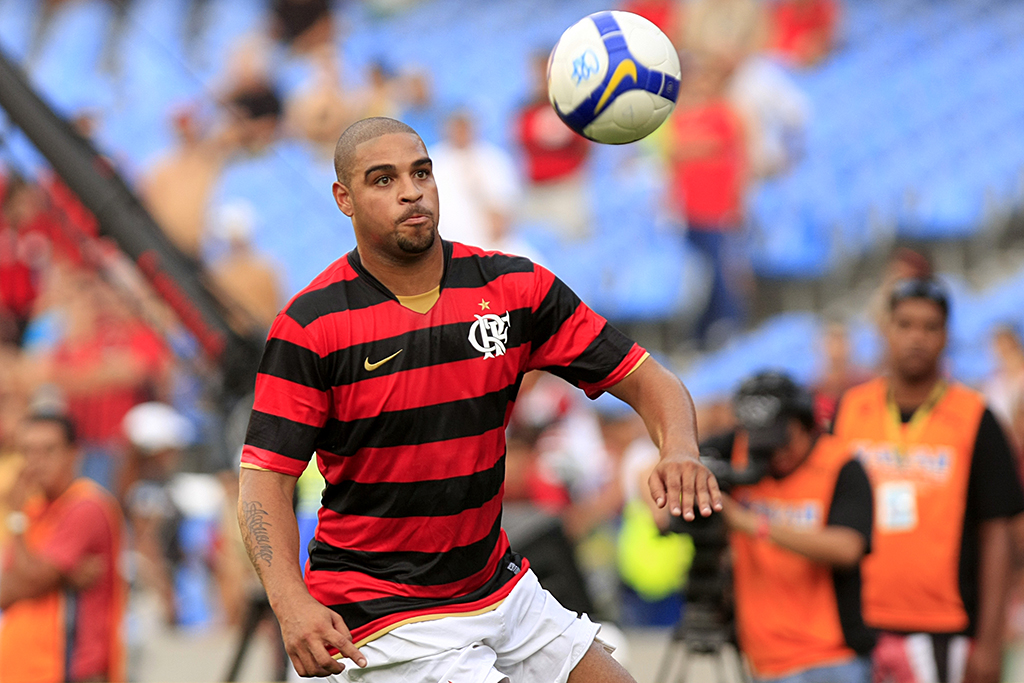
Adriano Leite Ribeiro (* 1982)

- Ribeiro, Alberto (1920–2000), portugiesischer Opernsänger und Schauspieler
- Ribeiro, Alberto do Carmo Bento (* 1941), angolanischer Politiker und Diplomat
- Ribeiro, Albino, Herrscher von Motael
- Ribeiro, Alex-Dias (* 1948), brasilianischer Formel-1-Rennfahrer
- Ribeiro, Alfonso (* 1971), US-amerikanischer SchauspielerAlfonso Ribeiro (* 1971)

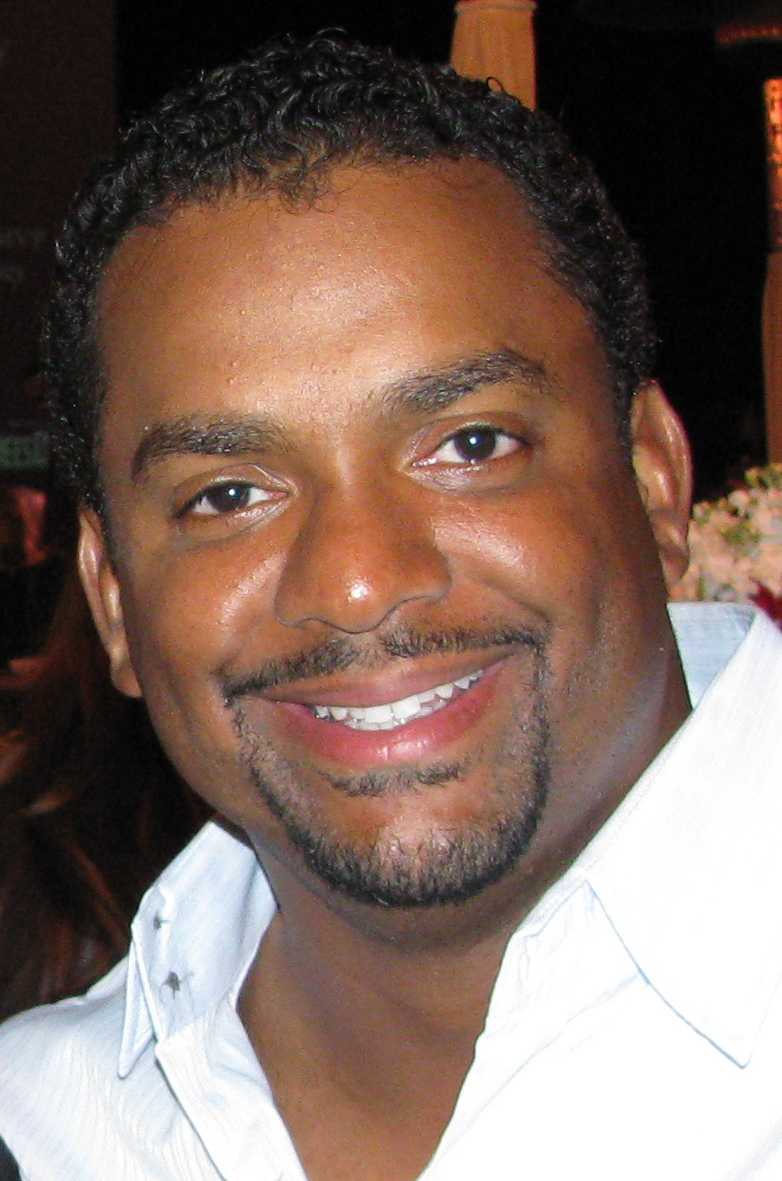
Alfonso Ribeiro (* 1971)

- Ribeiro, Altivo Pacheco (1916–1987), brasilianischer Geistlicher und römisch-katholischer Weihbischof in Juiz de Fora
- Ribeiro, Ana da Conceição (* 1967), osttimoresische Politikerin
- Ribeiro, André (1966–2021), brasilianischer Automobilrennfahrer
- Ribeiro, António (1928–1998), portugiesischer Kardinal der römisch-katholischen Kirche und Patriarch von Lissabon
- Ribeiro, António Lopes (1908–1995), portugiesischer Filmregisseur und -produzent
- Ribeiro, Aquilino (1885–1963), portugiesischer Schriftsteller
- Ribeiro, Arnaldo (1930–2009), brasilianischer Geistlicher, römisch-katholischer Erzbischof von Ribeirão Preto
- Ribeiro, Artur (* 1969), portugiesischer Drehbuchautor und Filmregisseur
- Ribeiro, Aurélio Freitas (* 1971), osttimoresischer Politiker
- Ribeiro, Bernard, Baron Ribeiro (* 1944), ghanaisch-britischer Arzt und Politiker
- Ribeiro, Bernardim (1482–1552), portugiesischer Dichter
- Ribeiro, Boanerges (1919–2003), brasilianischer Intellektueller und presbyterianischer Pfarrer
- Ribeiro, Boavida, osttimoresischer Polizist
- Ribeiro, Bruno, portugiesischer Opernsänger (Tenor)
- Ribeiro, Caíque Freitas (* 1993), brasilianischer Fußballspieler
- Ribeiro, Carlos (1813–1882), portugiesischer Geologe und Politiker
- Ribeiro, Caroline (* 1979), brasilianisches Model
- Ribeiro, Catherine (1941–2024), französische Chansonsängerin
- Ribeiro, Cinthia (* 1976), brasilianische Politikerin
- Ribeiro, Daniel (* 1982), brasilianischer Filmregisseur und Drehbuchautor
- Ribeiro, Daniella (* 1972), brasilianische Politikerin
- Ribeiro, Darcy (1922–1997), brasilianischer Ethnologe, Kulturtheoretiker, Politiker, Pädagoge und Schriftsteller
- Ribeiro, Diogo Matos (* 2004), portugiesischer Schwimmer
- Ribeiro, Djamila (* 1980), afrobrasilianische Feministin, Journalistin und Philosophin
- Ribeiro, Domingos da Costa († 1979), osttimoresischer Politiker und Freiheitskämpfer
- Ribeiro, Domingos Sávio Cabral (1967–2022), osttimoresischer Politiker
- Ribeiro, Edgard Telles (* 1944), brasilianischer Diplomat
- Ribeiro, Édson (* 1972), brasilianischer Sprinter
- Ribeiro, Eduardo (* 1998), brasilianischer Tennisspieler
- Ribeiro, Eduardo (* 2001), brasilianischer Mittelstreckenläufer
- Ribeiro, Elionar Nascimento (* 1982), brasilianischer Fußballspieler
- Ribeiro, Éverton (* 1989), brasilianischer Fußballspieler
- Ribeiro, Félix Niza (1916–1989), portugiesischer römisch-katholischer Geistlicher, Bischof von João Belo
- Ribeiro, Fernanda (* 1969), portugiesische Langstreckenläuferin und Olympiasiegerin
- Ribeiro, Fernando (* 1974), portugiesischer Musiker und Sänger
- Ribeiro, Francisco (1965–2010), portugiesischer Musiker
- Ribeiro, Francisco Joaquim Gomes, brasilianischer Maler, Designer und Kunstlehrer
- Ribeiro, Giovanni Manson (* 2002), brasilianischer Fußballspieler
- Ribeiro, Herlander (1943–2023), portugiesischer Sportler
- Ribeiro, Jaime (1959–2019), osttimoresischer Freiheitskämpfer
- Ribeiro, Joana (* 1992), portugiesische SchauspielerinJoana Ribeiro (* 1992)

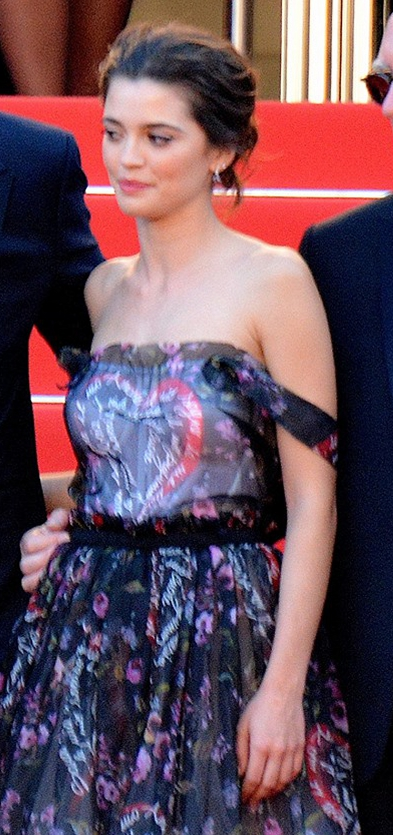
Joana Ribeiro (* 1992)

- Ribeiro, João, portugiesischer Kameramann
- Ribeiro, João (1860–1934), brasilianischer Schriftsteller und Maler
- Ribeiro, João (* 1962), mosambikanischer Regisseur und Filmproduzent
- Ribeiro, João (* 1974), osttimoresischer Jurist
- Ribeiro, João (* 1987), portugiesischer Fußballspieler
- Ribeiro, João Ubaldo (1941–2014), brasilianischer Schriftsteller
- Ribeiro, Joaquim Hudson de Souza (* 1973), brasilianischer römisch-katholischer Geistlicher, Weihbischof in Manaus
- Ribeiro, Jorge (* 1981), portugiesischer Fußballspieler
- Ribeiro, José Afonso (1929–2009), brasilianischer Ordensgeistlicher, Prälat von Borba
- Ribeiro, José António de Melo Pinto (* 1946), portugiesischer Jurist und Politiker
- Ribeiro, José Joaquim (1918–2002), osttimoresischer Bischof
- Ribeiro, José Ronaldo (* 1957), brasilianischer Geistlicher, emeritierter römisch-katholischer Bischof von Formosa
- Ribeiro, Júlio (1845–1890), brasilianischer Schriftsteller und Grammatiker
- Ribeiro, Lais (* 1990), brasilianisches ModelLais Ribeiro (* 1990)

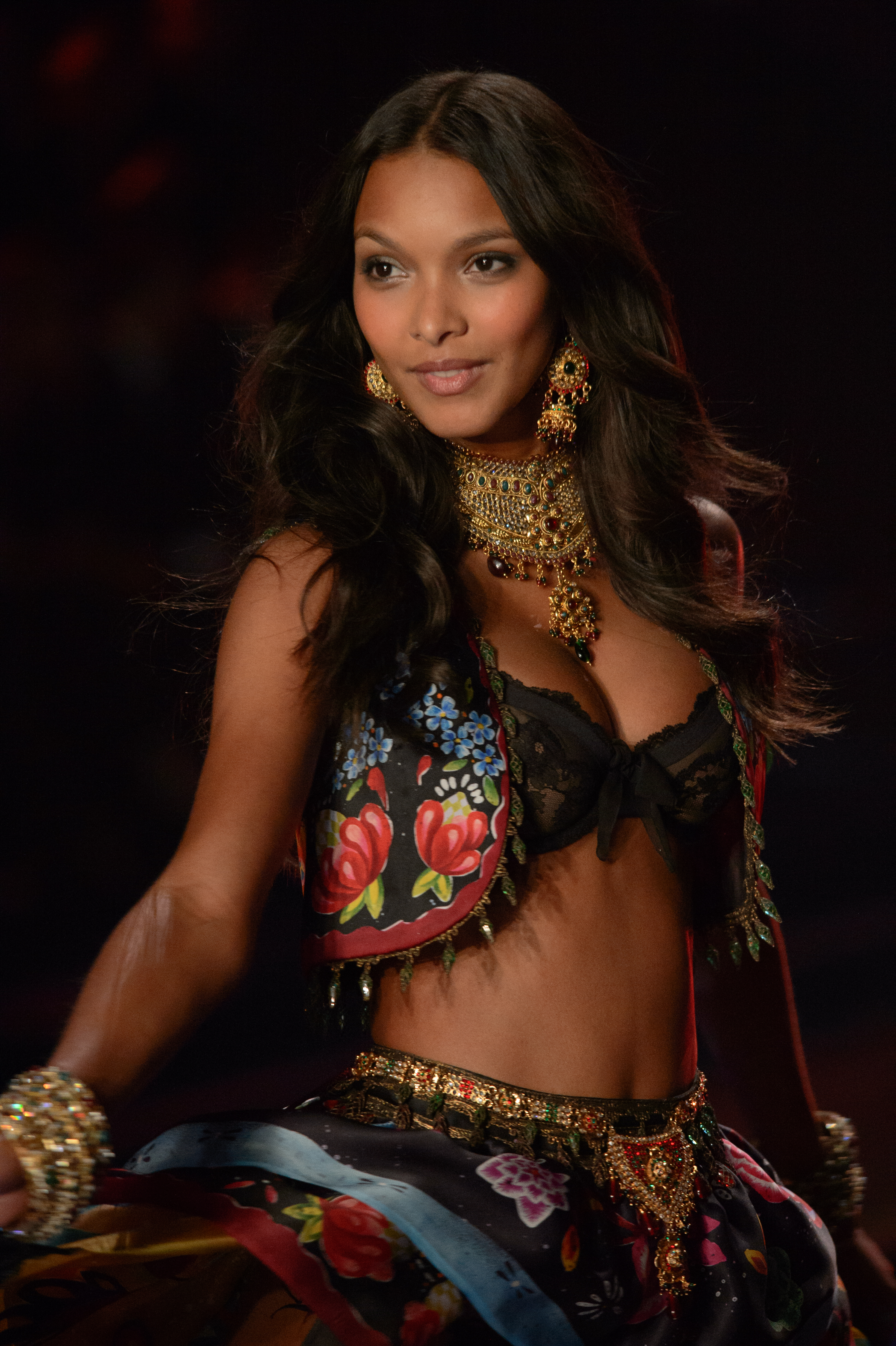
Lais Ribeiro (* 1990)

- Ribeiro, Lucas (* 1999), brasilianischer Fußballspieler
- Ribeiro, Lucas (* 2000), uruguayischer Fußballspieler
- Ribeiro, Luís Mendes (* 1978), osttimoresischer Politiker
- Ribeiro, Manoel Gomes (1841–1920), brasilianischer Offizier und Politiker
- Ribeiro, Maria Eugénia Martins de Nazaré (* 1956), portugiesische Juristin und Richterin am Gericht der Europäischen Union
- Ribeiro, Mário (1935–2021), portugiesischer Sportschütze
- Ribeiro, Mauro (* 1964), brasilianischer Radrennfahrer
- Ribeiro, Miguel (* 1997), brasilianisch-deutscher Schauspieler
- Ribeiro, Miguel Augustus Francisco (* 1904), ghanaischer Diplomat
- Ribeiro, Mike (* 1980), kanadischer Eishockeyspieler
- Ribeiro, Nuno (* 1977), portugiesischer Radrennfahrer
- Ribeiro, Oleúde José (* 1966), brasilianischer Fußballspieler
- Ribeiro, Orlando (1911–1997), portugiesischer Geograph und Historiker
- Ribeiro, Paulina (1950–2021), osttimoresische Unabhängigkeitskämpferin
- Ribeiro, Paulino (* 1972), osttimoresischer Beamter
- Ribeiro, Pedro (* 1981), portugiesischer Fußballschiedsrichterassistent
- Ribeiro, Pery (1937–2012), brasilianischer Sänger und Schauspieler
- Ribeiro, Pilar (1911–2011), portugiesische Mathematikerin und Hochschullehrerin
- Ribeiro, Rafael (* 1986), brasilianischer Sprinter
- Ribeiro, Renata (* 1981), brasilianische Beachvolleyballspielerin
- Ribeiro, Ricardo, osttimoresischer Geheimdienstchef
- Ribeiro, Ricardo (* 1981), portugiesischer Fado-Sänger
- Ribeiro, Rodrigo (* 1979), brasilianischer Rennfahrer
- Ribeiro, Sérgio (* 1980), portugiesischer Radrennfahrer
- Ribeiro, Silva Reinaldo (* 1981), brasilianischer Fußballspieler
- Ribeiro, Síria (* 1979), brasilianische Herpetologin, Ökologin und Hochschullehrerin
- Ribeiro, Sofia (* 1976), portugiesische Lehrerin und Politikerin, MdEP
- Ribeiro, Thiago (* 1986), brasilianischer Fußballspieler
- Ribeiro, Tiago (* 1992), Schweizer Fußballspieler
- Ribeiro, Tomás (1831–1901), portugiesischer Lyriker, Journalist und Politiker
- Ribeiro, Weverton Rangel (* 2002), brasilianischer Fußballspieler
- Ribeiro, Yasmim Assis (* 1996), brasilianische Fußballspielerin
- Ribeiro, Yuri (* 1997), portugiesischer Fußballspieler
- Ribeisen, Niklas (1484–1547), Bergwerksunternehmer und Grundherr
- Ribela, Leandro (* 1980), brasilianischer Biathlet und Skilangläufer
- Ribellu (* 1988), französischer Musiker und Produzent
- Ribemont-Dessaignes, Georges (1884–1974), französischer Schriftsteller und Künstler
- Ribenboim, Paulo (* 1928), brasilianischer Mathematiker
- Ribényi, Tibor (1914–1981), ungarischer Sprinter
- Riber, Jens († 1571), dänischer Bischof
- Ribera de Pareja, Alonso de (1560–1617), spanischer Soldat, zweimal Gouverneur von Chile
- Ribera i Miró, Josep (1839–1921), katalanischer Komponist und Organist
- Ribera Romans, Jordi (* 1963), spanischer Handballtrainer
- Ribera, Alejandra, kanadische Indie-Pop-, Latin- und Jazzsängerin
- Ribera, Eduarda (* 2004), brasilianische Skilangläuferin und Biathletin
- Ribera, Juan Antonio (1779–1860), spanischer Historien- und Porträtmaler
- Ribera, Juan de (1533–1611), spanischer Geistlicher, Erzbischof von Valencia und Heiliger
- Ribera, Juan José (* 1980), chilenischer Fußballspieler und -trainer
- Ribera, Julio (1927–2018), spanischer Comiczeichner
- Ribera, Jusepe de (1591–1652), spanischer MalerJusepe de Ribera (1591–1652)

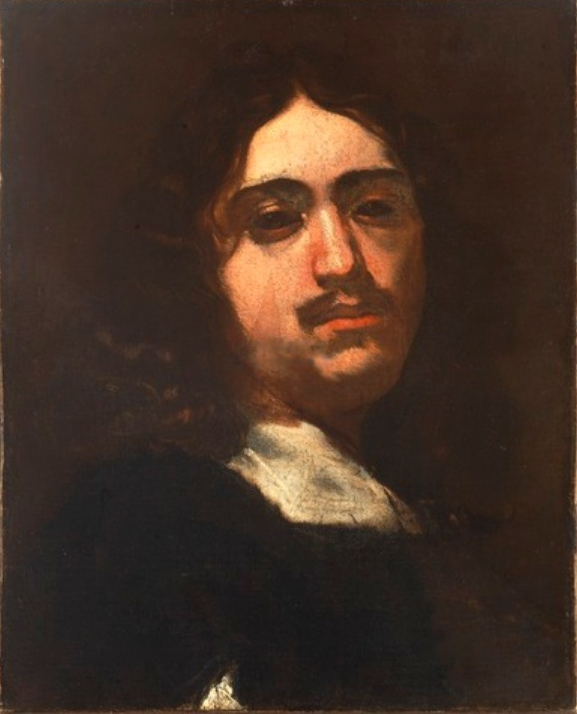
Jusepe de Ribera (1591–1652)

- Ribera, Pedro de (1681–1742), spanischer Architekt
- Ribera, Teresa (* 1969), spanische Politikerin des Partido Socialista Obrero Español (PSOE)
- Riberas, Alex (* 1994), spanischer Autorennfahrer
- Ribéreau-Gayon, Pascal (1930–2011), französischer Önologe
- Riberi, Alessandro (1794–1861), italienischer Chirurg und Politiker, Senator des Königreichs Sardinien
- Riberi, Antonio (1897–1967), italienischer Geistlicher, Diplomat und Kardinal der römisch-katholischen Kirche
- Ribero, Diego († 1533), spanischer Kartograf portugiesischer Abstammung
- Ribéry, Franck (* 1983), französischer FußballspielerFranck Ribéry (* 1983)

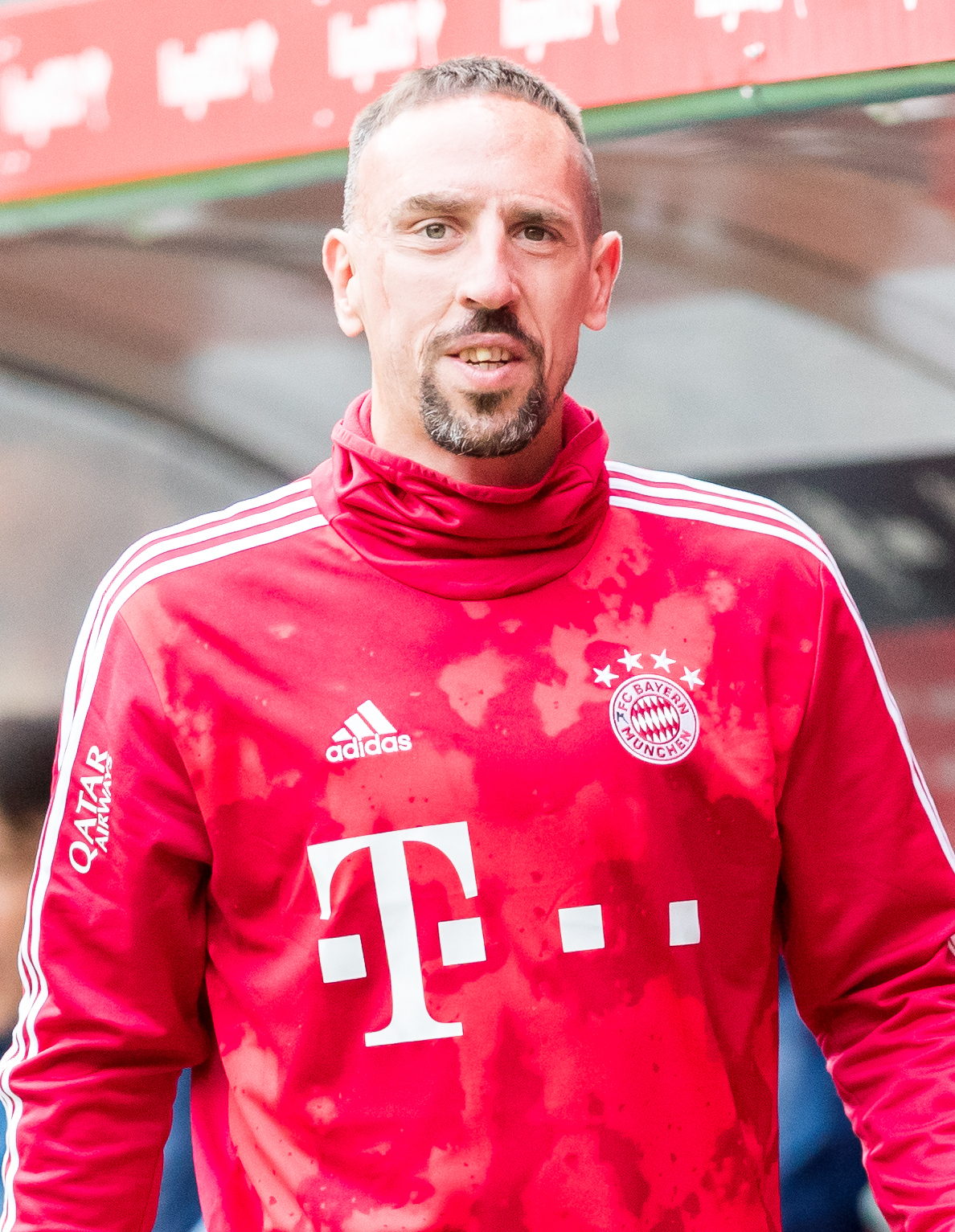
Franck Ribéry (* 1983)

- Ribes y Marco, Demetrio (1875–1921), spanischer Architekt und Baumeister
- Ribes-Beaudemoulin, Sonia (* 1953), französische Ozeanographin und Biologin
- Ribet, Kenneth Alan (* 1948), US-amerikanischer Mathematiker
- Ribet-Buse, Pablo (* 2003), deutscher Synchronsprecher
- Ribeyre, Paul (1906–1988), französischer Politiker (SFIO, UDF), Minister, Senator und Mitglied der Nationalversammlung
- Ribeyre, Paul de († 1776), französischer Bischof
- Ribeyro, Julio Ramón (1929–1994), peruanischer Autor und Schriftsteller

### Ribh
- Ribhegge, Wilhelm (1940–2024), deutscher Historiker

### Ribi
- Ribi von Lenzburg, Johann († 1374), Bischof von Gurk; Bischof von Brixen; Kanzler Erzherzogs Rudolfs IV.
- Ribi, Martha (1915–2010), Schweizer Politikerin (FDP)
- Ribi, Yvonne (* 1976), Schweizer Pflegefachfrau und Geschäftsführerin
- Ribič, Tanja (* 1968), slowenische Sängerin und Schauspielerin
- Ribich, Eva (* 1970), schwedische Poetin
- Ribičič, Mitja (1919–2013), jugoslawischer Politiker; Ministerpräsident Jugoslawiens (1969–1971)
- Ribicoff, Abraham A. (1910–1998), US-amerikanischer Politiker
- Ribière, Germaine (1917–1999), französische Katholikin, die im Zweiten Weltkrieg der Amitié Chrétienne und der Résistance angehörte
- Ribiny, Johannes (1722–1788), evangelisch-lutherischer Theologe der Deutschen Evangelischen Kirchengemeinde A.B. in Preßburg
- Ribisi, Giovanni (* 1974), US-amerikanischer SchauspielerGiovanni Ribisi (* 1974)

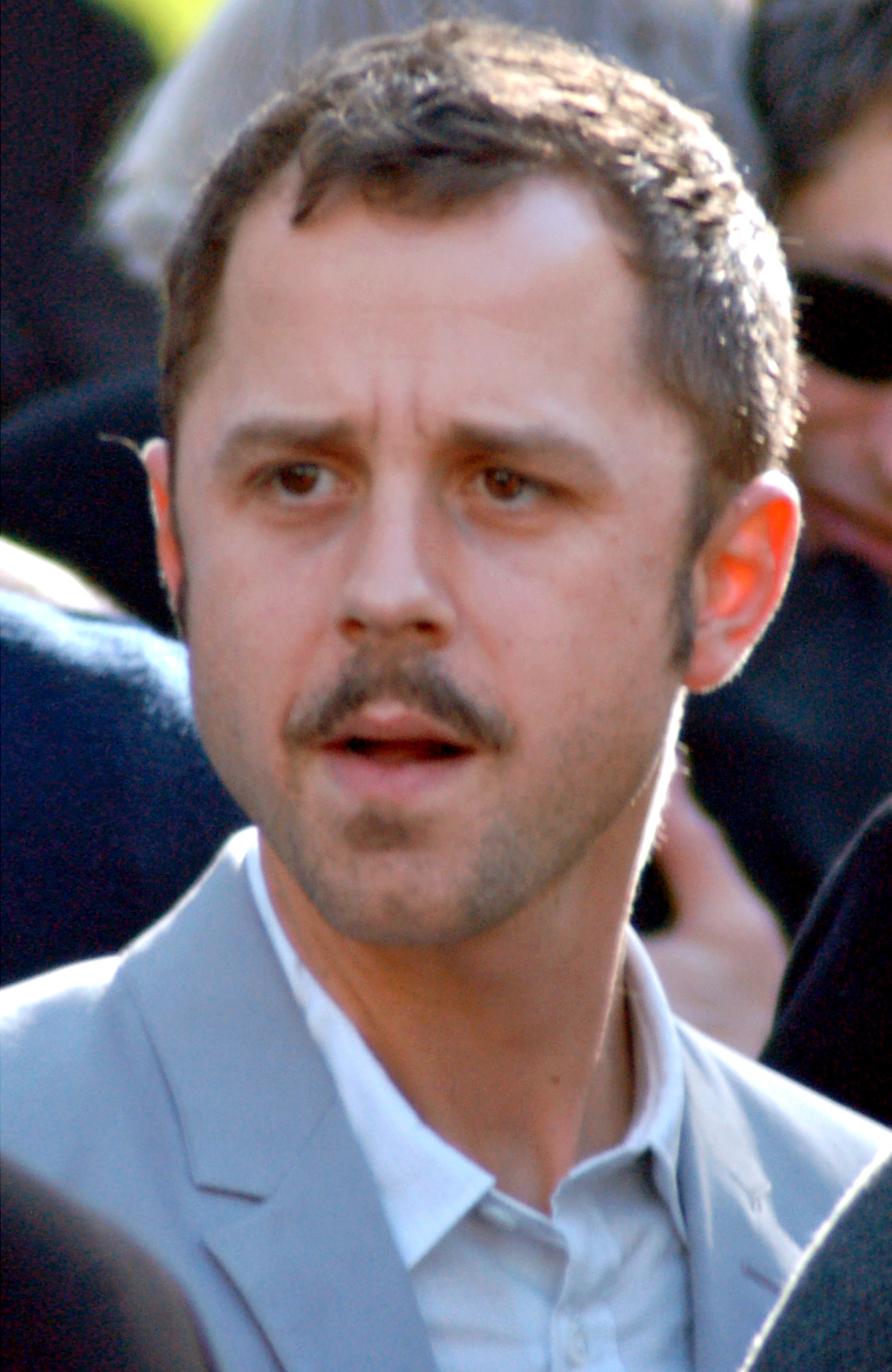
Giovanni Ribisi (* 1974)

- Ribisi, Marissa (* 1974), US-amerikanische Schauspielerin und Drehbuchautorin
- Ribitsch, Josef (1908–1944), österreichischer Widerstandskämpfer und Partisan

### Ribk
- Ribke, Bruno (* 1909), deutscher Fußballtrainer und -spieler
- Ribke, Juliane (1951–2006), deutsche Musikpädagogin, Wissenschaftlerin und Hochschullehrerin

### Ribl
- Ribler, Franz Xaver (1783–1862), Hofrat und Abgeordneter
- Ribli, Zoltán (* 1951), ungarischer Schachspieler
- Riblon, Christophe (* 1981), französischer Radrennfahrer

### Ribn
- Ribnikar, Slobodan (1929–2008), jugoslawischer Naturwissenschaftler

### Ribo
- Ribo, Bedrana (* 1981), österreichische Politikerin (Grüne), Abgeordnete zum Nationalrat
- Ribo, Ishay (* 1989), israelischer Musiker
- Ribó, Jordi (* 1967), spanischer Skilangläufer
- Ribó, Osvaldo (1927–2015), argentinischer Tangosänger
- Ribokienė, Nora (* 1956), litauische Politikerin
- Riboldi, Agostino Gaetano (1839–1902), italienischer Kardinal der Römischen Kirche
- Riboldi, Antonio (1923–2017), italienischer Geistlicher und römisch-katholischer Bischof von Acerra
- Riboli, Alessandro (1887–1949), italienischer Organist und Komponist
- Ribolits, Erich (1947–2021), österreichischer Bildungsforscher
- Ribolleda, David (* 1985), andorranischer Fußballspieler
- Ribom, Emma (* 1997), schwedische Skilangläuferin
- Ribon, Pamela (* 1975), US-amerikanische Buch- und Drehbuchautorin
- Ribot, Alexandre (1842–1923), französischer Politiker
- Ribot, Augustin Théodule (1823–1891), französischer Maler
- Ribot, Bastien (* 1986), französischer Jazzmusiker (Geige)
- Ribot, Bastien (* 1986), französisch-spanischer Eishockeyspieler
- Ribot, Fritz (1852–1914), deutscher Fabrikant und Politiker
- Ribot, La (* 1962), spanische Tänzerin, Choreografin, Installations- und Aktionskünstlerin
- Ribot, Marc (* 1954), US-amerikanischer Avantgarde-Gitarrist und KomponistMarc Ribot (* 1954)

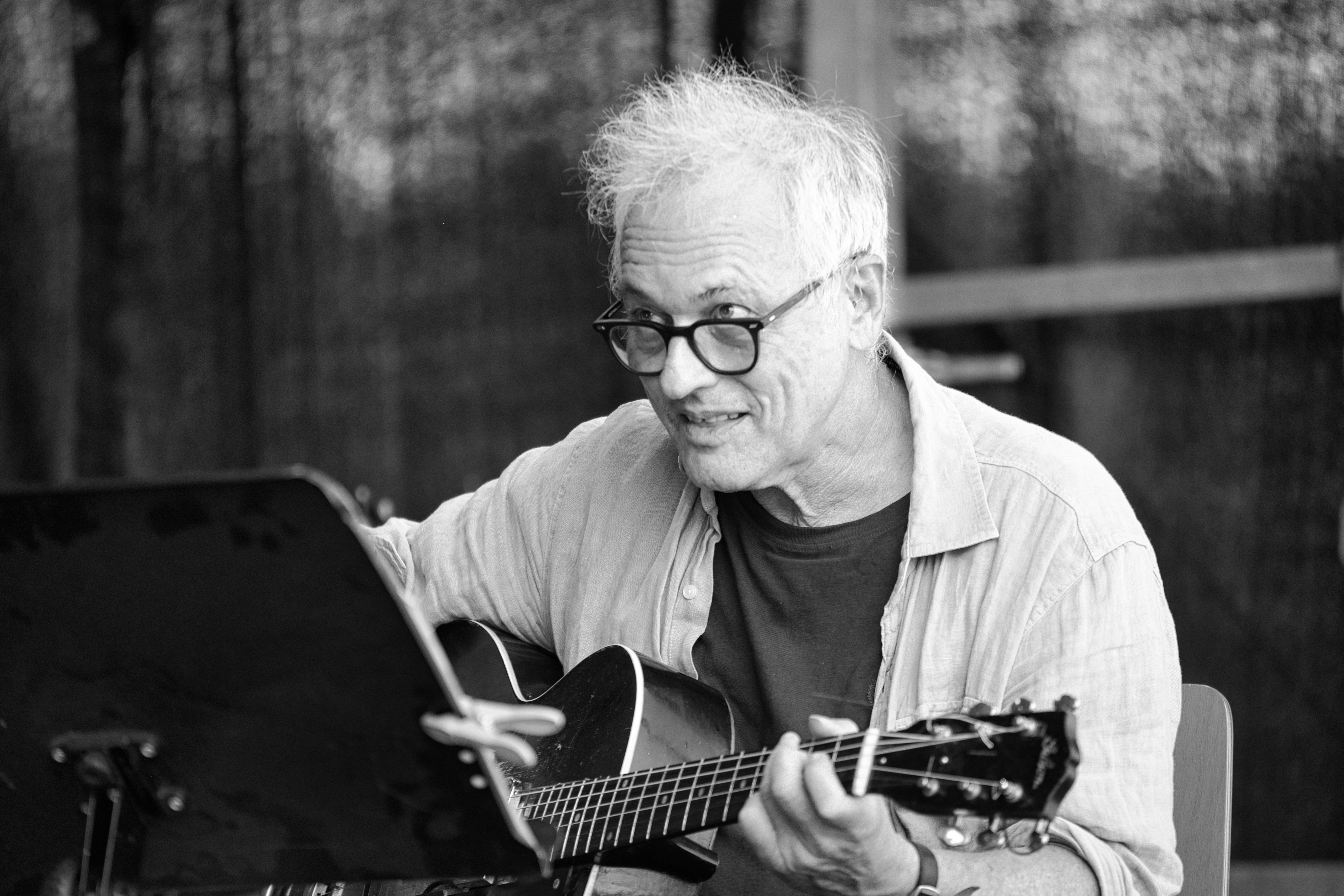
Marc Ribot (* 1954)

- Ribot, Théodule (1839–1916), französischer Psychologe und Philosoph
- Riboty, Augusto (1816–1892), italienischer Admiral und Marineminister
- Riboud, Franck (* 1955), französischer Manager
- Riboud, Marc (1923–2016), französischer Fotograf
- Riboud, Philippe (* 1957), französischer Degenfechter und Olympiasieger
- Riboulet, Laurent (1871–1960), französischer Tennisspieler
- Ribout, Morgane (* 1988), französische Judoka
- Ribovius, Laurentius (1601–1644), Komponist für Kirchenmusik

### Ribs
- Ribstein, Friedrich (1885–1957), deutscher Verwaltungsbeamter und Landrat

### Ribt
- Ribton, Colin, Physiker und Ingenieur